# Trindade (Florianópolis)
Trindade é um bairro na região central de Florianópolis, capital de Santa Catarina, Brasil. Localizado entre aos pés do maciço do Morro da Cruz entre este e o Manguezal do Itacorubi, é o segundo mais populoso da cidade, fazendo divisa com os bairros Córrego Grande, Agronômica, Santa Mônica, Pantanal e Itacorubi. É conhecido como um bairro "dormitório de universitários", por sediar o principal campus da Universidade Federal de Santa Catarina (UFSC).

## História
Criado em 1835, tornou-se paróquia pela Lei Provincial nº 352, de 23 de março de 1853, com o nome de "Freguesia da Santíssima Trindade detrás do Morro".  Situa-se em posição central em relação à Ilha de Santa Catarina, a leste do maciço central, onde está o Morro da Cruz. 
Originário de uma freguesia ocupada por imigrantes açorianos desde o século XVIII, desenvolveu-se nas últimas décadas em torno da Universidade Federal de Santa Catarina.
Devido à sua localização em relação ao centro da antiga Desterro era denominado na época imperial como Trás-do-Morro.

## Estrutura
O bairro possui uma vida noturna bastante agitada, com diversos bares espalhados ao longo da Rua Lauro Linhares, que é a principal via que corta o bairro. É também nessa rua que se localizam alguns dos principais estabelecimentos comerciais da região, como lojas e pequenos Shoppings.
Além do campus da UFSC, no bairro ficam a Academia de Polícia Militar, um batalhão do Corpo de Bombeiros, o clube Paula Ramos e um terminal de ônibus (TITRI), que atende a região central da Ilha de Santa Catarina.

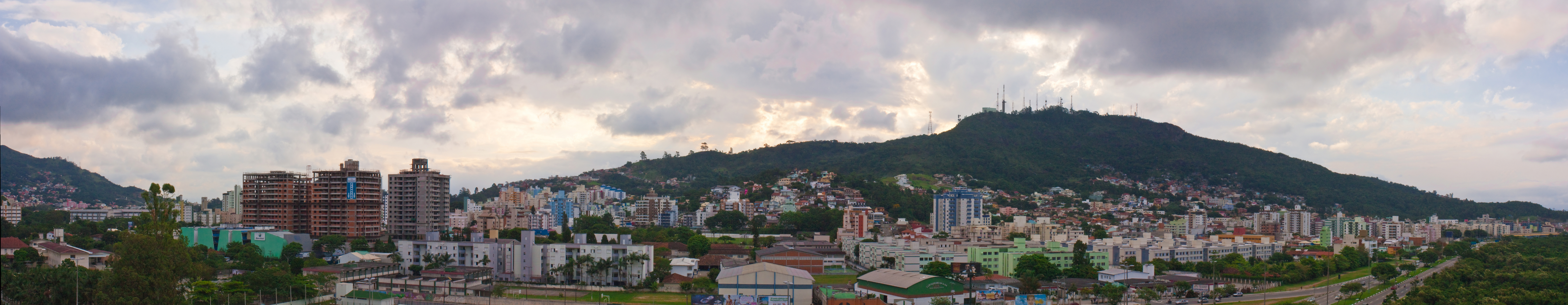
Vista panorâmica do bairro.